# Smarty (rappeur)
Pour les articles homonymes, voir Smarty (homonymie).
Smarty , de son vrai nom Salif Louis Kiekieta, né en 1978 à Dimbokro en Côte d'Ivoire, est un rappeur, auteur-compositeur-interprète et chanteur burkinabè.

## Biographie
Né en 1978 sous le nom de Salif Louis Kiekieta, d’un père burkinabè et d’une mère ivoirienne, Smarty, en classe de cinquième, faisait des petits boulots afin de s’occuper de ses jeunes frères,  faute de moyens financiers et à la suite de la séparation de ses parents,.

### Débuts
En 1993, il retourne au Burkina Faso, son pays d'origine, où il découvre le mouvement hip-hop avec lequel il ressent une proximité immédiate, après avoir passé la majeure partie de son enfance  en Côte d’Ivoire.
En 1995, il fait sa première apparition publique lors d'un concours de rap, en interprétant une chanson du Français MC Solaar.

### Carrière

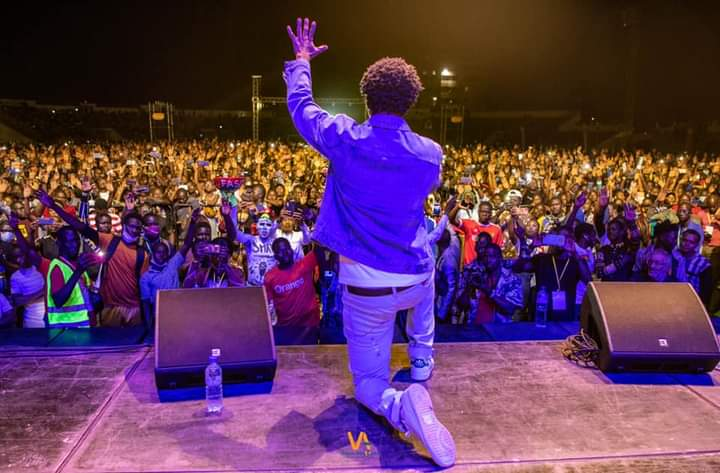
Smarty en concert

En 2000, avec l'artiste tchadien tchadien Mawndoé Célestin ils forment le groupe Yeleen, qui signifie lumière en bambara. Et, ils travaillent ensemble au développement du rap africain avant de se séparer en 2010 et de se lancer dans des carrières solo. En octobre 2013, il est lauréat du prix Découvertes RFI. Il sort Odyssée en 2021, un album de seize titres.
Après avoir remporté, avec Yeleen, le Kundé d'or en 2007, il rebelotte en solo en 2023. Il remporte le Kunde d’or le 12 avril 2023, à la Salle des Banquets de Ouaga 2000. En recevant son trophée des mains du ministre chargé de la culture, Jean Emmanuel Ouédraogo, il décide de céder l’entièreté de l’enveloppe financière du prix (1.500.000 F CFA) y  compris les cadeaux des partenaires du Kundé aux personnes déplacées internes (PDI) qui fuit au terrorisme qui affecte le Burkina depuis 2015. « Je sais qu’une enveloppe accompagne le Kundé d’or. Je vous informe que je ne toucherais pas un rond. Je l’offre aux Personnes déplacées internes (PDI ».
Dans la même cérémonie, sa chanson «Voyager»  en featuring avec le groupe Magic System a obtenu le prix de «meilleur featuring de l’intégration africaine des Kundé 2023»,
Le 18 novembre Smarty  organise  un concert gratuit intitulé peace and unity (« paix et unité »)  en vue de prôner la paix et la cohésion sociale.

### Entrepreneuriat
Smarty crée sa propre marque de vêtements dénommée Beewane depuis 2020. La boutique est située sur l'avenue Charles-de-Gaulle à Ouagadougou.

## Engagement
Chanteur engagé, Smarty avec son titre " Le chapeau du chef " a joué un grand rôle dans les manifestations dans son pays le Burkina Faso pour susciter et obtenir le départ de l’ex-président Blaise Compaoré en 2014 après 27 ans au pouvoir,. Il fait partie d’une vingtaine d'artistes ouest-africains de renom qui ont interpellé  les chefs d'État francophones à s’engager véritablement à lutter contre la maladie Ebola.
Défenseur des causes nobles, Smarty est ambassadeur national de bonne volonté de l’UNICEF au Burkina Faso,. Avec les autres artistes ambassadeurs de l’UNICEF Zeynab Habib du Bénin et le groupe Toofan du Togo, ils composent une chanson et un clip pour redonner l’espoir et la paix pour les enfants et jeunes en Afrique de l’Ouest et du Centre.

## Discographie

### Singles
- 2024: Ne parle pas (feat Korka Dieng)[16]
- 2023: Sale temps feat Awadi [17]
- 2012: Afrikan Kouleurs[18].
- 21 mai 2021: R.A.P (Rien à prouver) single

## Filmographie

### Films
- 2017: Conflit conjugal de Kady Traoré[19],[20].
- 2005: Ina de Valérie Kaboré [3]

## Distinctions et prix
- 2013: concours Prix découvertes RFI/France 24[1],[2],[21],[22]
- 2017: kundé d’or[22]
- 2023: Kundé d'or[23]
- 2023: Kundé du meilleur featuring de l’intégration africaine pour la chanson «Voyager», chantée avec Magic System.